# Project Gotham Racing
Project Gotham Racing è un videogioco di corse automobilistiche sviluppato da Bizarre Creations e pubblicato da Microsoft Game Studios nel 2001 per Xbox, si tratta di una versione migliorata ed ampliata di Metropolis Street Racer, titolo uscito sulla console SEGA Dreamcast. Il gioco è stato distribuito in Giappone con il titolo Project Gotham: World Street Racer. Ha ricevuto un seguito per la medesima console, Project Gotham Racing 2, mentre i successivi titoli sono stati pubblicati per Xbox 360.

## Modalità di gioco
Il gioco si sviluppa in diverse modalità di gioco, con la possibilità di scegliere fra 25 modelli di auto e 200 circuiti cittadini che riproducono le metropoli di Tokyo, Londra, New York e San Francisco. Le modalità di gioco sono delle sfide che spaziano dal classico circuito, in cui l'importante è finire la corsa in prima posizione, alle sfide in derapata, in cui vince che raccoglie più punti derapata.
Project Gotham Racing mette a disposizione 4 modalità di gioco in singolo: gara di velocità, arcade, sfide Kudos e attacco a record. Ognuna di queste deve essere completata per progredire nel gioco e sbloccare veicoli e metropoli.
- Gara di velocità
Classica gara a circuito, in cui vince il primo che taglia il traguardo. Per progredire nel gioco bisogna arrivare almeno 3 in tutte le gare. Anche in questa modalità, il giocatore raccoglie punti stile, anche se non sono necessari per completare la sfida
- Arcade
Il giocatore deve completare un giro secco cercando di conquistare più punti Kudos possibile.
- Attacco a Record
Classica sfida contro una Ghost Car. Lo scopo della sfida è completare un giro nel minor tempo possibile per stabilire il giro record.
- Sfide Kudos
12 livelli suddivisi in ulteriori 4 sfide:
  - Giro speciale in cui bisogna stabilire il record su una parte di circuito.
  - Sfida di stile:  completare una serie di giri su circuito cercando di conquistare più punti Kudos possibili.
  - Percorso urbano: sfida a circuito, in cui conta arrivare fra i primi 3.
  - Uno contro uno: sfida uno contro uno contro il "Boss". Completando la sfida si vince la vettura del Boss.

Per passare ai livelli successivi è importante completare le sfide
progredendo nel gioco.

### Kudos
All'interno del gioco, i giocatori vengono premiati sia per il superamento delle sfide, sia eseguendo mosse speciali (senza toccare avversari o parti del circuito), le quali assegnano un determinato numero di kudos, utilizzabili per ottenere bonus (ad esempio, sbloccando ulteriori vetture). 

### Multigiocatore
Project Gotham Racing è giocabile fino ad un massimo di 4 giocatori in split screen, cioè sulla stessa console (dividendo lo schermo della tv).
Le modalità di gioco sono le stesse della modalità in giocatore singolo.

## Ambientazione
Le sfide si svolgono in circuiti cittadini, riproduzioni delle metropoli di Londra, New York, San Francisco, Tokyo, ognuna suddivisa in tre differenti quartieri. I circuiti presenti nel gioco sono:
- Trafalgar Square, St. James's Park e Westminster a Londra
- Central Park, Wall Street e Times Square a New York
- Fisherman's Wharf, Financial District e Pacific Heights a San Francisco
- Asakusa, Shibuya e Shinjuku a Tokyo

## Vetture
In Project Gotham Racing vi sono un totale di 25 vetture. I mezzi realizzati nel gioco sono:
- Ferrari (Ferrari 360 Modena, Ferrari F355, Ferrari F50)
- Porsche (Porsche 911 GT2, Porsche Boxster S, Porsche Carrera GT)
- Audi (Audi TT)
- Mazda (Mazda RX-8)
- TVR (TVR Tuscan Speed Six)
- Nissan (Nissan Skyline GT-R)
- Subaru (Subaru Impreza WRX)
- Aston Martin (Aston Marton V12 Vanquish)
- Delfino (Delfino Feroce)
- Lotus (Lotus Exige)
- Opel (Opel Speedster)
- Dodge (Dodge Viper RT-10)
- Chevrolet (Chevrolet Camaro SS, Chevrolet Corvette Z06)
- Ford (Ford Focus Cosworth)
- Mitsubishi (Mitsubishi Lancer Evolution VIII)
- Panoz (Panoz Esperante)
- BMW (BMW Z3 Roadster)
- Volkswagen (Volkswagen VW Beetle RSi)
- Mercedes (Mercedes SLK 320)
- Mini (Mini Cooper S)
- Toyota (Toyota MR-S)

## Colonna sonora
| - Akiki Kabashima - Alien Crime Syndicate - Bathgate - Black Rebel Motorcycle Club - Chevelle - Color variation - David Lee Roth - DLR Band | - Doves - Eve 6 - Foojin - Gearwhore - Good Charlotte - Gorillaz - Groovenics - Handsome Devil | - HASH BALL - Heather Duby - Iggy Pop - Injected - Inner Core - Junior Sanchez - Kittie - Kuo Hirota | - L.A. Symphony - Looper - Love As Laughter - Love Seed Mama Jump - Moth - Murder City Devils - Nebula - Photek | - Pigeon John - Polecat - PYT - Q-Burns - Saeko Kai - Saliva - Scapegoat Wax - Shusei Mural | - Shuvel - Sir Mix-A-Lot - Skrape - Smile Street Featuring MICA - Souljahz - Spacehog - Stereo MCs - Switched | - The Chemical Brothers - The Makers - The Yo-Yos - The Black Halos - Timbaland & Magoo - Trembling Blue Stars - Zen Guerrilla |

Il gioco, inoltre, offre l'opportunità di ascoltare i brani musicali salvati sul disco dell'Xbox, impostando delle playlist direttamente dalla dashbord della console.

## Sequel
La serie di videogiochi di guida Project Gotham Racing è proseguita con Project Gotham Racing 2 (2003), Project Gotham Racing 3 (2005) e Project Gotham Racing 4 (2007).
È stata inoltre sviluppata da Glu Mobile anche una versione per cellulare, Project Gotham Racing Mobile.